# Autovia de Castela

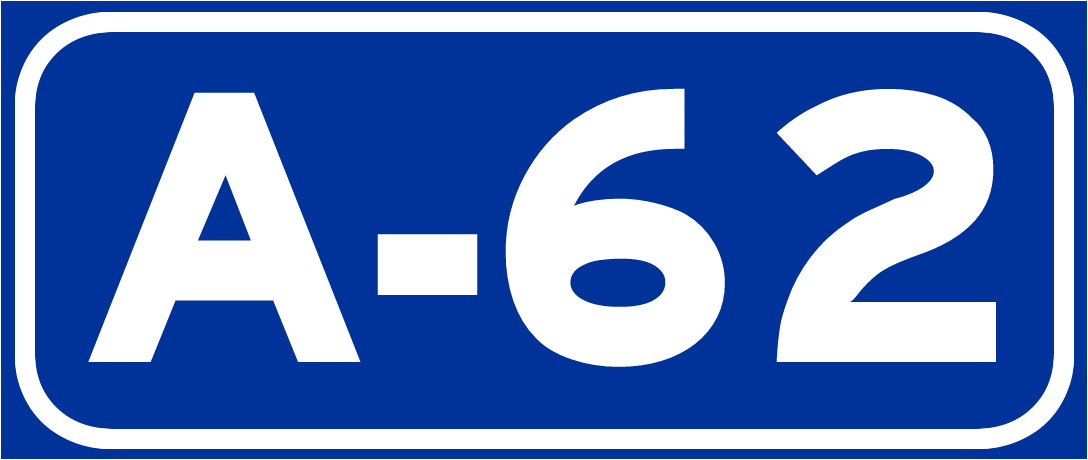
Código.

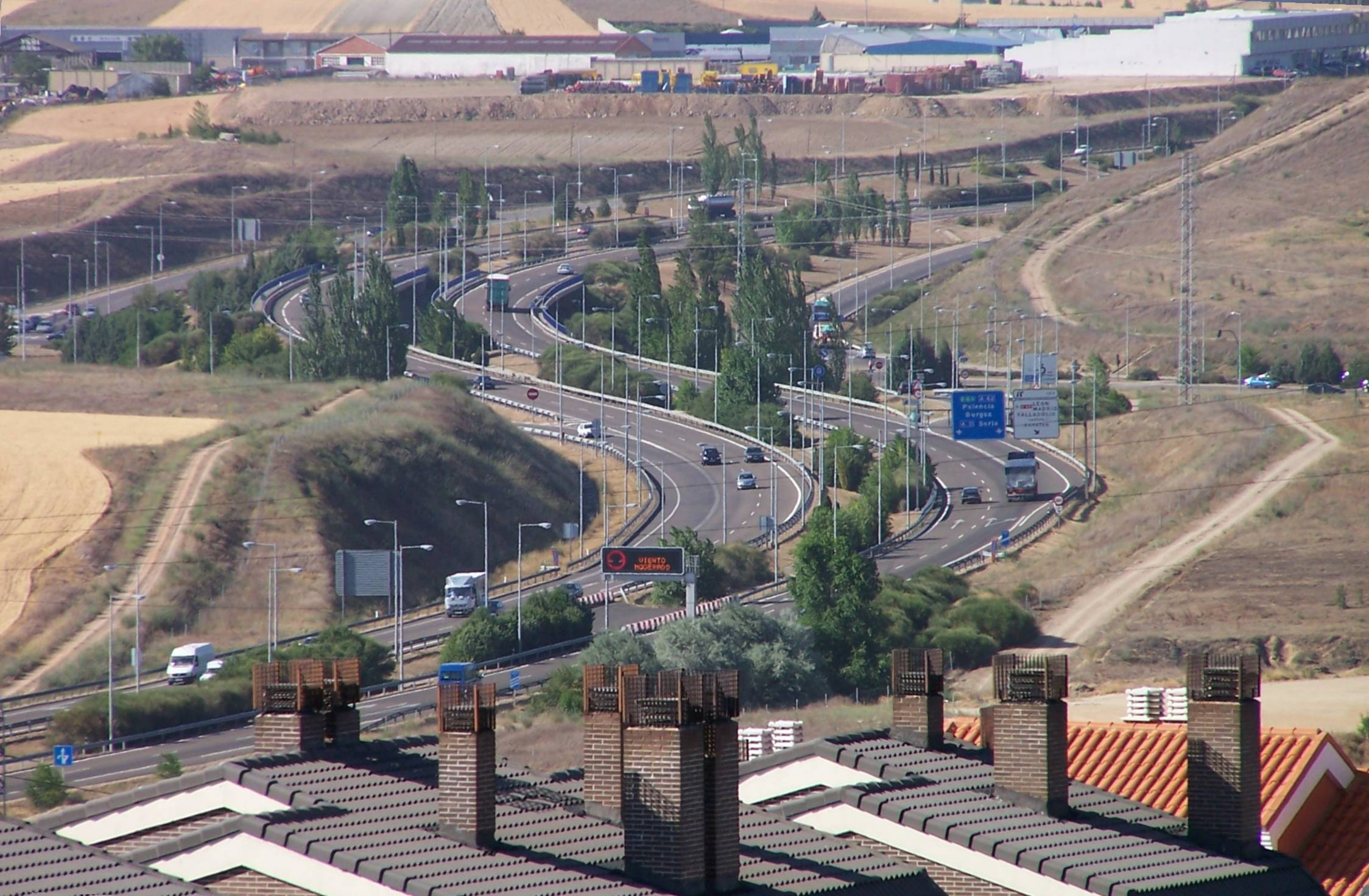
Autovia de Castela.

A Autovia de Castela (em castelhano Autovía de Castilla) é uma via expressa espanhola. Tem início na fronteira portuguesa, na   A 25 .
O antigo nome desta estrada era N-620, sendo o atual código   A-62 . A N-620 agora é a estrada paralela da   A-62 . A   A-62  é da Red de Carreteras del Estado. O Identificador europeu é E 80.

## Saídas daA-62
| Saída                          | Destino                                           | Estrada que liga                          |
| ------------------------------ | ------------------------------------------------- | ----------------------------------------- |
| Ainda não são todas as saídas. |                                                   |                                           |
| 203                            | Cañizal Parada Fuentesauco                        | C-605                                     |
| 205                            | Cañizal Fuentesauco                               | N-620                                     |
| 210                            | Parada de Rubiales                                |                                           |
| 214                            | Aldeanueva de Figueroa                            |                                           |
| 219                            | Pajares La Orbada                                 | N-620                                     |
| 225                            | Pedrosillo Las Velles Gomecello                   | SA-600                                    |
| 228                            | Castellanos de Moriscos                           | N-620                                     |
| 231                            | Castellanos de Moriscos                           |                                           |
| 234                            | Castellanos de Moriscos                           | N-620                                     |
| 235A                           | Castellanos de Moriscos                           | N-620                                     |
| 234                            | Salamanca                                         | N-620a                                    |
| 235B                           | Salamanca                                         | N-620a                                    |
| 238                            | Salamanca (Centro) Villares de la Reinha          | SA-11                                     |
| 238                            | Zamora                                            | N-620                                     |
| 238                            | Zamora                                            | A-66                                      |
| 239                            | Zamora                                            | A-66                                      |
| 240                            | Salamanca Villamayor                              | SA-300                                    |
| 243                            | Salamanca (oeste)                                 |                                           |
| 244                            | Cáceres                                           | A-66 E-803                                |
| 244                            | Madrid Salamanca (sur)                            | A-50                                      |
| 244                            | Vitigudino                                        | CL-517                                    |
| 252                            |                                                   | N-620                                     |
| 258                            | Barbadillo Calzada de Don Diego                   | N-620                                     |
| 260                            | Barbadillo Calzada de Don Diego                   | N-620                                     |
| 269                            | Robliza de Cojos Quejigal                         | SA-211 N-620                              |
| 275                            | Aldehuela de la Bóveda Garcirrey                  |                                           |
| 282                            | San Muños                                         |                                           |
| 293                            | La Fuente de San Esteban Cabrillas                | SA-315 SA-215                             |
| 297                            | Martin de Yeltes                                  | N-620                                     |
| 309                            | Sancti-Spiritus                                   | N-620                                     |
| 312                            | Sancti-Spiritus polígono industrial               | N-620                                     |
| 315                            | Bocacara Valdecarpinteiros                        |                                           |
| 325                            | Ciudad Rodrigo (este)                             | N-620                                     |
| 327                            | Ciudad Rodrigo Bejar                              | SA-220                                    |
| 332                            | Ciudad Rodrigo                                    | N-620                                     |
| 332                            | Ituero de Azaba                                   | SA-200                                    |
| 332                            | Caceres                                           | SA-526                                    |
| 339                            | Carpio de Azaba                                   | N-620                                     |
| 344                            | Espeja Gallegos de Argañán                        | N-620                                     |
| 352                            | Fuentes de Oñoro                                  | N-620                                     |
| 355                            | Vilar Formoso Fuentes de Oñoro — Aldea del Obispo | DSA-470                                   |
|                                | Espanha                                           | A-62                                      |
|                                | Fronteira                                         |                                           |
|                                | Portugal                                          | A 25                                      |
| direção                        | Aveiro / Viseu / Guarda                           | A 25                                      |
|                                |                                                   |                                           |
| Fonte                          | https://www.google.com/maps/ (streetview)         | https://www.google.com/maps/ (streetview) |